# Lea Meyer
Lea Meyer (née le 16 septembre 1997) est une athlète allemande spécialiste du 3 000 mètres steeple. 

## Biographie
Elle remporte la médaille d'argent du 3 000 m steeple lors des Championnats d'Europe 2022, à Munich, devancée par l'Albanaise Luiza Gega.

## Palmarès
| Date | Compétition           | Lieu   | Résultat | Épreuve         | Performance   |
| ---- | --------------------- | ------ | -------- | --------------- | ------------- |
| 2022 | Championnats d'Europe | Munich | 2e       | 3 000 m steeple | 9 min 15 s 35 |
| 2024 | Jeux olympiques       | Paris  | 10e      | 3 000 m steeple | 9 min 9 s 59  |

## Records
| Épreuve         | Performance  | Lieu  | Date        |
| --------------- | ------------ | ----- | ----------- |
| 3 000 m steeple | 9 min 9 s 59 | Paris | 6 août 2024 |